# Czekaj (województwo podkarpackie)
Czekaj – wieś w Polsce położona w województwie podkarpackim, w powiecie jasielskim, w gminie Osiek Jasielski.
W latach 1975–1998 miejscowość administracyjnie należała do województwa krośnieńskiego.

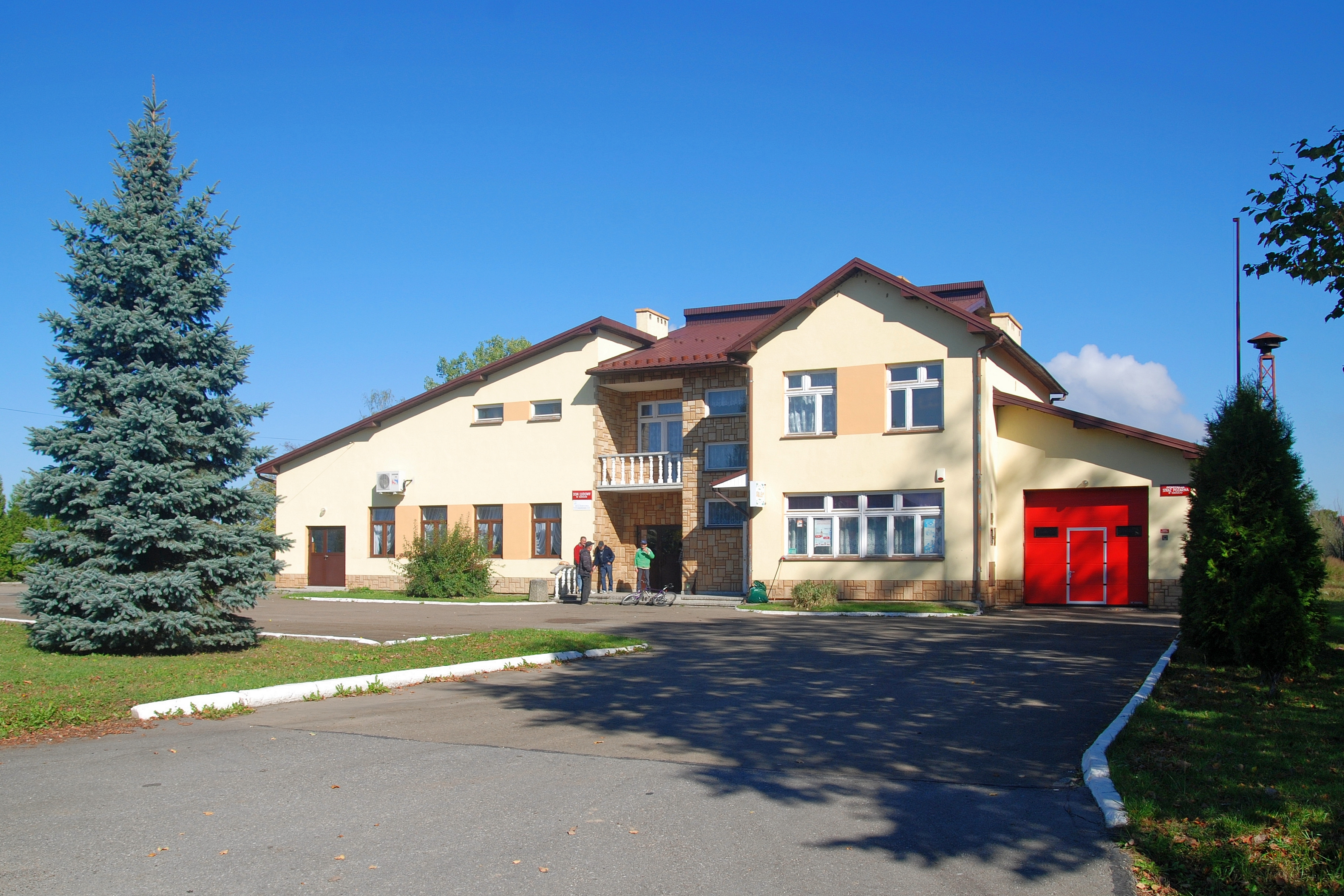
Dom kultury i OSP
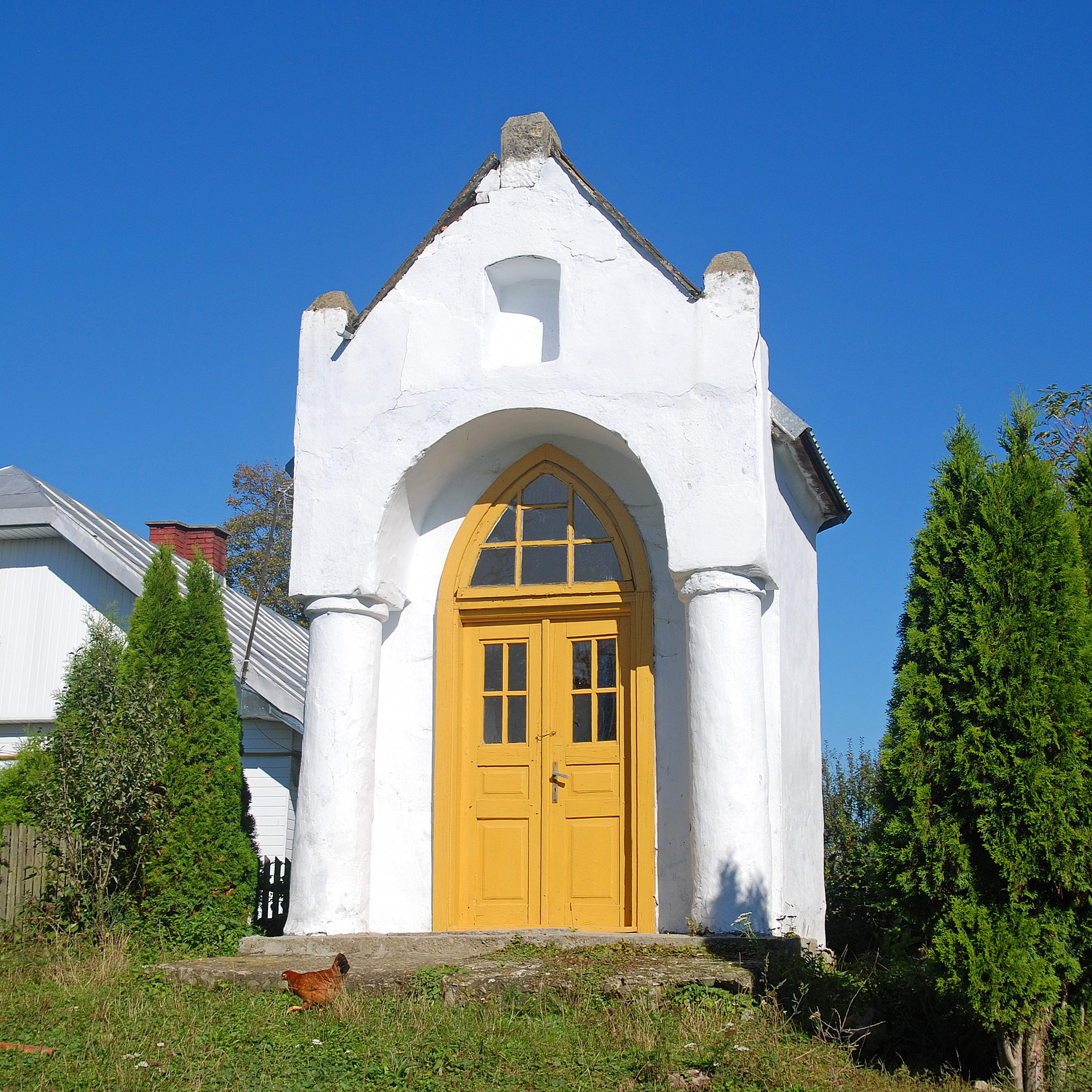
Kapliczka
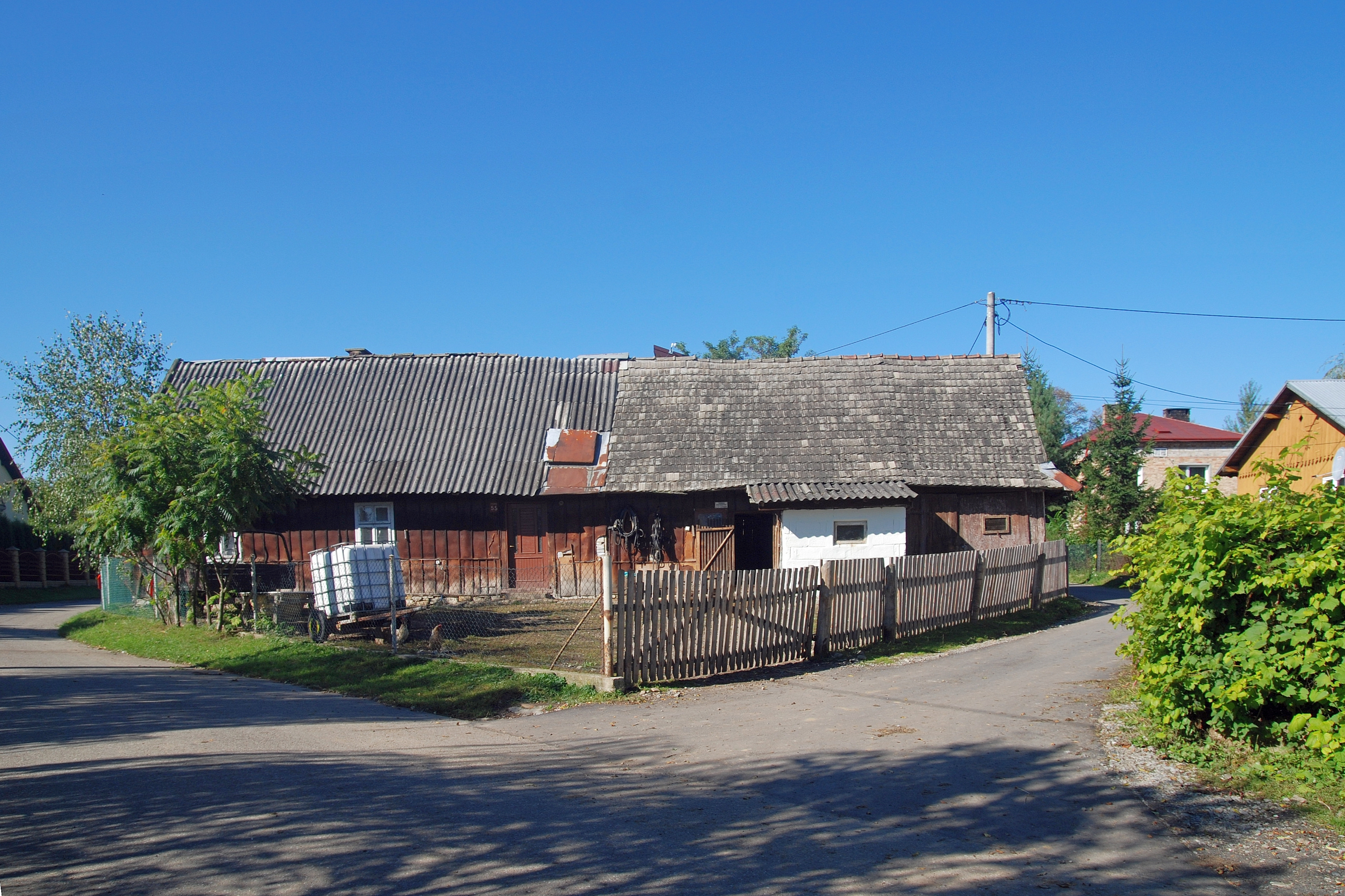
Pozostałości dawnej zabudowy